# المغرب التطواني (كرة السلة)
المغرب التطواني إحدى فرقة كرة السلة المغربية تقع في المدينة العتيقة تطوان وتلعب في الدوري المغربي لكرة السلة

## نشأة الفريق
تشكيلة الفريق موسم 2018/2017

تشكيلة الفريق موسم 2017/2016
تشكيلة الفريق موسم 2016/2015
تشكيلة الفريق موسم 2015/2014

## لاعبات الفريق
| الجنسية | الاسم                    | الرقم |
| ------- | ------------------------ | ----- |
|         | خولة الهدار              | 4     |
|         | أشلي سانتوس              | 5     |
|         | حليمة الهدار             | 6     |
|         | يسرى الهدار              | 7     |
|         | أسماء الخشاف             | 8     |
|         | حنان فارس                | 9     |
|         | ميساء أولاد بن عبد النور | 10    |
|         | كوثر بن علال             | 11    |
|         | أمبر كورتيس              | 12    |
|         | شيماء قدوري              | 13    |
|         | إبتسام المجدوب           | 15    |

## مباريات الفريق
| الفريق المحلي           | نتيجة المباراة | الفريق الزائر           |
| ----------------------- | -------------- | ----------------------- |
| نادي طلبة تطوان         | 57 – 41        | مغرب أتلتيك تطوان       |
| مغرب أتلتيك تطوان       | 53 – 87        | النادي الرياضي المكناسي |
| شباب الريف الحسيمي      | 90 – 51        | مغرب أتلتيك تطوان       |
| مغرب أتلتيك تطوان       | 53 – 87        | النادي الرياضي القنيطري |
| مغرب أتلتيك تطوان       | 54 – 58        | نادي طلبة تطوان         |
| النادي الرياضي المكناسي | –              | مغرب أتلتيك تطوان       |
| مغرب أتلتيك تطوان       | –              | شباب الريف الحسيمي      |
| النادي الرياضي القنيطري | –              | مغرب أتلتيك تطوان       |

## ترتيب مجموعة الشمال
| المركز | النادي                  | النقط | لعبت | فازت | خسرت | إهداء | لها | عليها | الفرق |
| ------ | ----------------------- | ----- | ---- | ---- | ---- | ----- | --- | ----- | ----- |
| 1      | شباب الريف الحسيمي      | 8     | 4    | 4    | 0    | 0     | 259 | 173   | 86    |
| 2      | نادي طلبة تطوان         | 5     | 3    | 2    | 1    | 0     | 136 | 114   | 22+   |
| 3      | النادي الرياضي المكناسي | 3     | 2    | 1    | 1    | 0     | 150 | 129   | 21+   |
| 4      | مغرب أتلتيك تطوان       | 3     | 3    | 0    | 3    | 0     | 145 | 234   | 89-   |
| 5      | النادي الرياضي القنيطري | 0     | 2    | 0    | 0    | 2     | 0   | 40    | 40-   |

## المستخدم
| محمد أولادبن بوكر |